# Muricopsis rutila mariangelae
Muricopsis rutila mariangelae es una subespecie de molusco gasterópodo marino de la familia Muricidae en el orden de los Neogastropoda.

## Distribución geográfica
Es endémica de Santo Tomé y Príncipe.